# Марина (жанр)

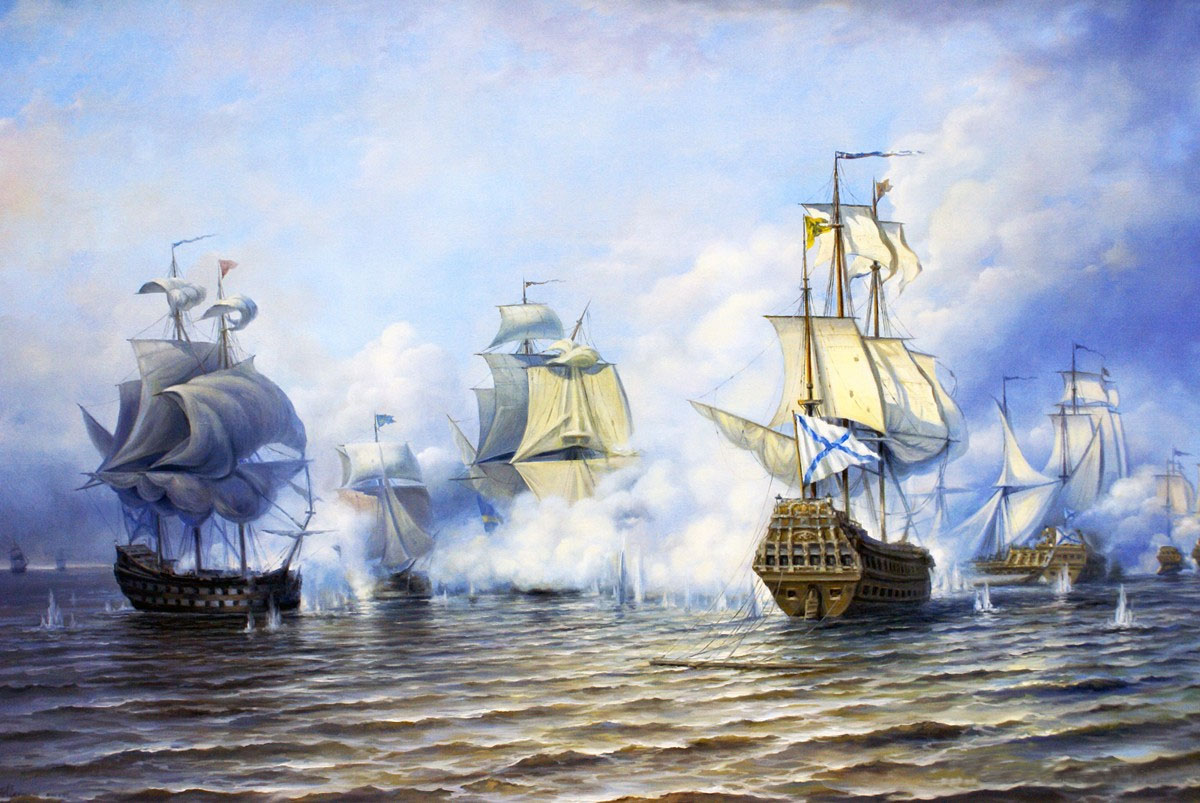
О. П. Боголюбов Морська баталія біля острова Езель

Мари́на (Мариністика, Маринізм; фр. marine; італ. marina від лат. marina — «морська») — різновид образотворчого мистецтва, що спеціалізується на зображенні подій на морі — баталій, спортивних змагань, природних явищ тощо. Предметом зображення мариністики є морська стихія, її стан. Інакше — морський пейзаж. Марина — це різновид пейзажу. Як самостійний жанр стала відома в Голландії XVII століття, хоча поодинокі зразки марин створювали і раніше (Пітер Брейгель старший «Вигляд затоки Неаполя», Рим, галерея Доріа-Памфілі).
Відповідно, мариніст (фр. mariniste) — художник, що створює марини. Яскраві представники цього жанру англієць Вільям Тернер і вірменин Іван Айвазовський, який написав близько 6000 картин на морську тему. Сам термін мариністика походить від живопису, хоча образ моря в літературі з'явився раніше ніж у малярстві.
Мариністика у літературі — це твори про море, моряків і морське життя. А. Авксентьева зазначає, що «людина використовувала море здавна з господарською метою для судноплавства, з іншого ж боку, море — це особлива стихія для творчого натхнення. Від моря, його краси, людина отримує втіху і насолоду». Море немов заспокоює, забираючи увесь наш смуток з собою.
Нові технічні засоби дали можливість створювати марини у фотографії, цифровому вигляді тощо.

## Історія

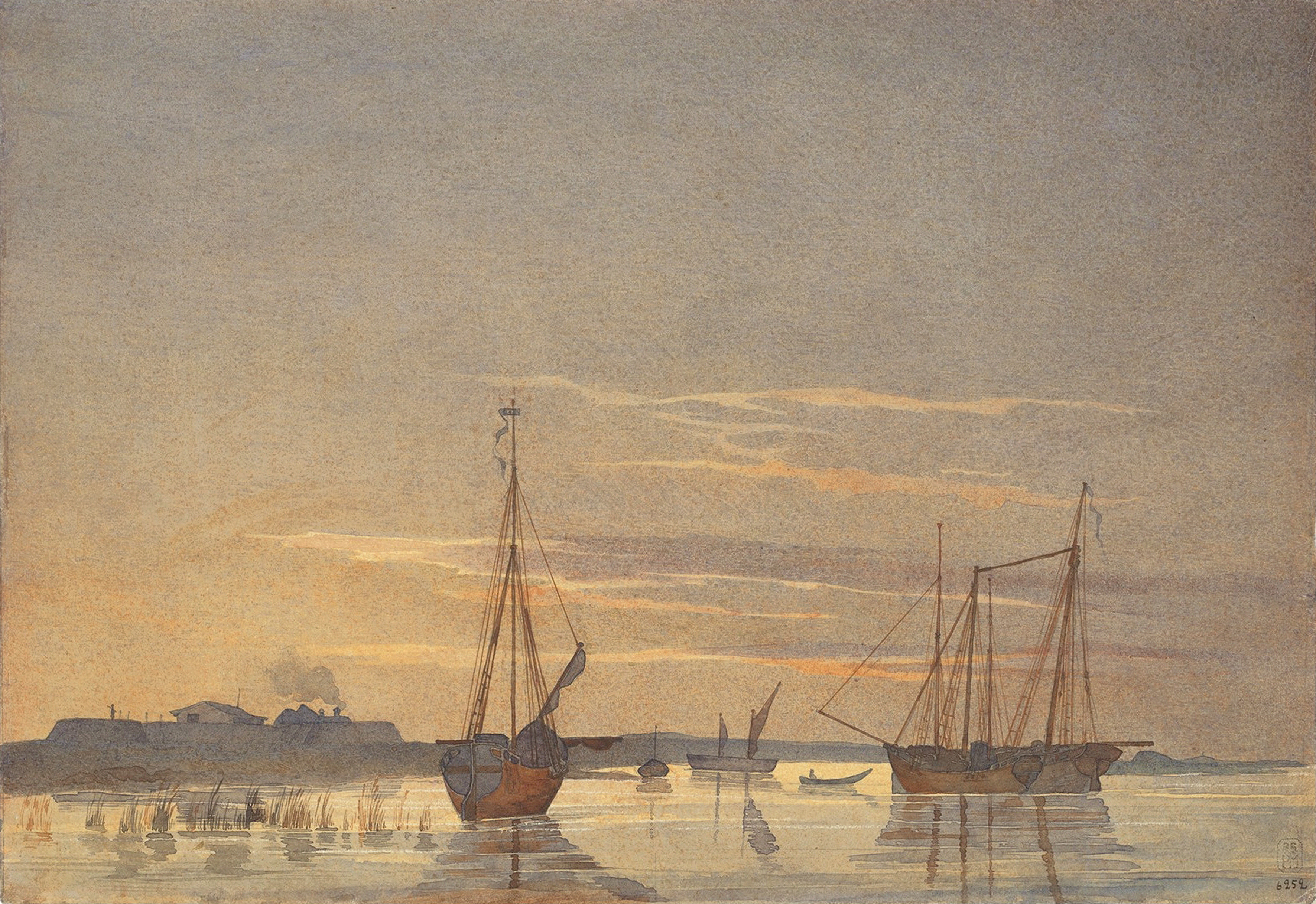
Тарас Шевченко. «Шхуни біля форту Косарал». Акварель. 1848

Витоки літературної мариністики сягають у глибину століть, бо море здавна було важливою складовою життя значної частини людства. Тема моря завжди приваблювала творчі особистості: поетів, художників і музикантів, тому не дивно, що в історії світової культури значне місце посідають твори на морську тематику. Немає жодного живописця чи поета, який, побувавши біля моря, не намагався зобразити його. В декого це були епізодичні етюди, інші час до часу поверталися до цієї теми. Серед художників-мариністів великий талант Івана Костянтиновича Айвазовського займає перше місце. Живописець цілком присвятив себе мариністичному живопису.
Історія мистецтв зв'язана з естетичними уявленнями. У давньогрецькій міфології, зокрема у міфі про Аполлона, спершу була тільки одна муза. Звідси маємо явище синкретизму — початкової єдності, нерозчленованості мистецтв у первісному ритуалі. Класифікацію мистецтв за принципом їх спорідненості й відмінності розробив Аристотель у «Поетиці», зіставивши поезію з музикою, а музику з архітектурою і скульптурою. Однак стародавні помітили й подібність між поезією і живописом, окресливши її в такому образному трактуванні: малярство — це німа «поезія», а поезія — «ословлене малярство». Це визначення, яке Плутарх приписує грецькому поету Сімонідові Кеоському, пізніше виклав Горацій у своєму посланні до Пісонів «Про поетичне мистецтво» в поетичній формулі: «поезія — як живопис». Навколо цих образних формул розгорнулася полеміка в добу Класицизму і Просвітництва. Найважливіша тогочасна праця, присвячена специфіці літератури та образотворчого мистецтва, — трактат німецького письменника й естетика Ґ. Лессінґа «Лаокоон, або Про межі живопису й поезії» (1766). Цей твір став етапним у розвитку естетичної думки в новочасній Європі. Лессінґ категорично заперечив погляд щодо тотожності законів літератури та образотворчого мистецтва, який утвердився ще з античних часів. Аналізуючи твори літератури (зокрема «Іліаду» Гомера) та образотворчого мистецтва (статую Лаокоона), вчений дійшов висновку, що специфіка кожного виду мистецтва зумовлена своєрідністю відповідних мистецьких засобів: «часова послідовність — царина поетова, просторова — царина малярева». Це важливе положення підкреслило принципову відмінність структур двох мистецтв — поезії і живопису.
Матеріальні засоби створення і передачі малярського образу — колір і лінія. Засобом створення і передачі поетичного образу є слово, наша мова, яка має знаковий характер (знак — це будь-який предмет, який виконує комунікативну роль, вказуючи на інший, відсутній предмет). Взаємозближенню мистецтв значною мірою сприяють митці, що працюють у різних царинах творчості: Мікеланджело — скульптор і маляр, архітектор і поет, Вільям Шекспір — актор і письменник, Тарас Шевченко — маляр і поет, Ріхард Ваґнер — композитор і письменник, Олександр Довженко — прозаїк і кінорежисер, а його учень письменник Микола Вінграновський працював у кіно як актор, режисер і сценарист. Однак варто мати на увазі, що творча індивідуальність по-різному може реалізувати своє світовідчуття в різних мистецтвах. Скажімо, як поет Шевченко був яскравим романтиком, а як маляр значною мірою відчував уплив класицистичних традицій.
Поняття «синтез мистецтв» означає поєднання елементів різних мистецтв у єдиному ансамблі. Об'єднання зусиль літератури й образотворчого мистецтва спостерігаємо в ілюстрованих літературних виданнях, літератури й музики — у вокальному жанрі, пластичних мистецтв (архітектури, скульптури, малярства) — в естетичному оформленні довкілля. За спостереженнями дослідників, кожне з мистецтв у такому синтетичному цілому пристосовується до інших мистецтв і всього ансамблю, набуваючи особливих властивостей, яких у нього не було за відокремленого існування.
Починаючи з XVIII століття, морській тематиці свої найкращі твори присвятили перш за все англійські письменники Даніель Дефо, Джонатан Свіфт, Тобайас Смоллетт, Самюєль Тейлор Кольрідж, Вальтер Скотт, Джордж Гордон Байрон, Фредерик Марріет, Джозеф Конрад, Роберт Стівсон. У свою чергу їх творчість мала великий вплив у становленні американської мариністики, яка мала особисту національну традицію зображення моря і життя моряків. Це Філіпп Френо, Фенімор Купер, Вільям Каллен Брайант, Вашингтон Ірвінг, Генрі Лонгфелло, Вільям Леггет, Натаніель Еймз, Річард Генрі Дана, Герман Мелвілл.
Морська тематика також знайшла своє відображення у російській художній прозі М. О. Бестужева, А. А. Бестужева-Марлінського, В. І. Даля, І. О. Гончарова, Д. В. Григоровича, К. М. Станюковича та багатьох інших російських письменників-мариністів.

## Марини Пітера Брейгеля Старого
Їх небагато. Зображення води і морських хвиль пов'язане з певними труднощами. Тому за створення марин беруться лише дуже майстерні фахівці. Одним з перших був Пітер Брейгель з Нідерландів. Перебування в Неаполі надзвичайно вразило художника, і він створив одну з перших марин, присвячених затоці Неаполя. Потім він неодноразово малюватиме морські краєвиди як частину своїх панорамних творів («Падіння з неба Ікара», Брюссель, «Краєвид з сіячем», Вашингтон, «Мавпи на вікні», Берлін). Саме звернення до подібної теми пов'язане з кораблями і морською тематикою. Він зобразив порт і вітрильники на картині.

## Марини голландців XVII ст
У XVII ст. флот почав відігравати значну роль у міжнародній політиці. Військові дії на морі відігравали важливу роль у домінуванні держави в тому чи іншому регіоні. Перемога в баталії при Лепанто сприймалася у Венеції як перемога християнського світу над іншим світоглядом. Потоплення Великої армади іспанців одразу змінило значення певних країн у політиці. Найпотужніша інженерна школа з побудови вітрильників склалася у Британії, що дало змогу цій острівній державі стати «володаркою морів».
Флот мав виняткове значення для безпеки Голландії XVII ст. і активної колоніальної політики голландців. А безліч художників того часу не могла не відреагувати на велику роль кораблів у економіці та політиці держави. Найбільша кількість марин створена в Голландії. Одну марину створив навіть Рембрандт, який зазвичай не брався за морські краєвиди.
Серед художників мариністів Голландії — Корнеліс Вром, Віллем ван де Велде старший і Віллем ван де Велде молодший, Абрахам Сторк, Людольф Бакхейзен, Адам і Абрахам Віллартси, Симон де Влігер, Ян Порселліс, Якоб Ізакс ван Рейсдал.

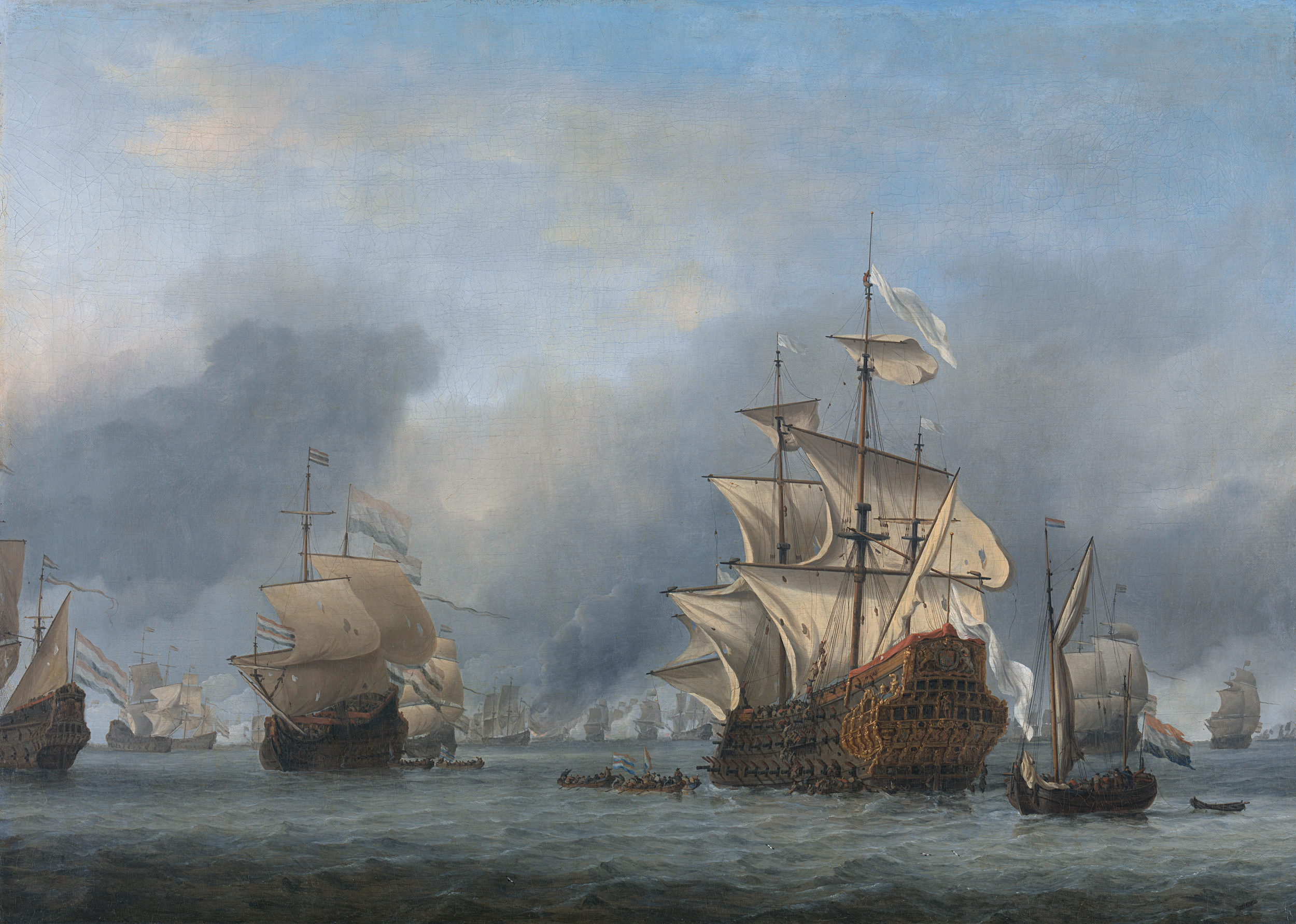
Віллем ван де Велде молодший. «Взяття у полон вітрильника Prince Royal»
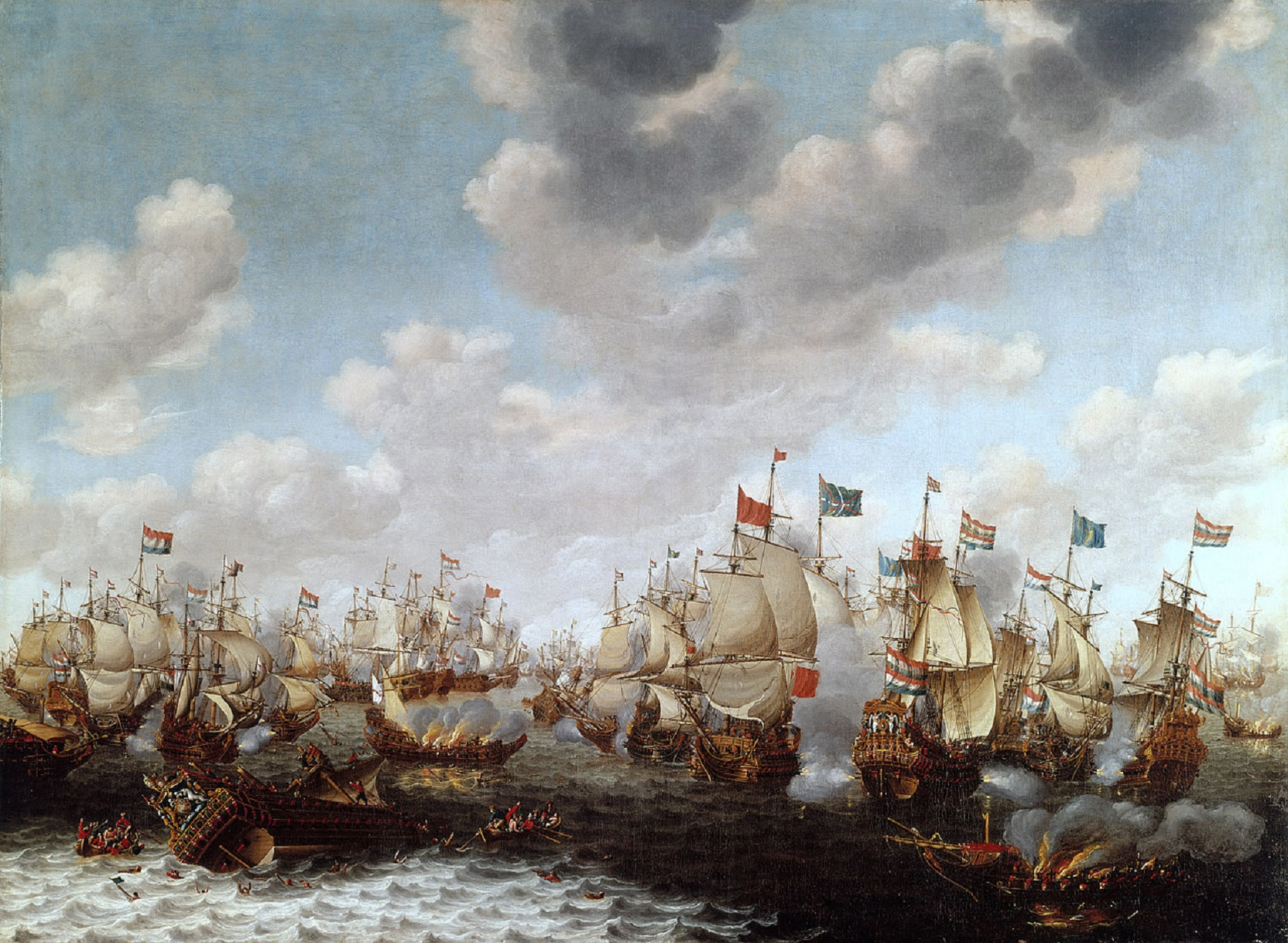
Пітер Корнеліс Сест. «Чотириденна баталія»
- Абрахам Сторк. «Чотириденна баталія», Гринвіч
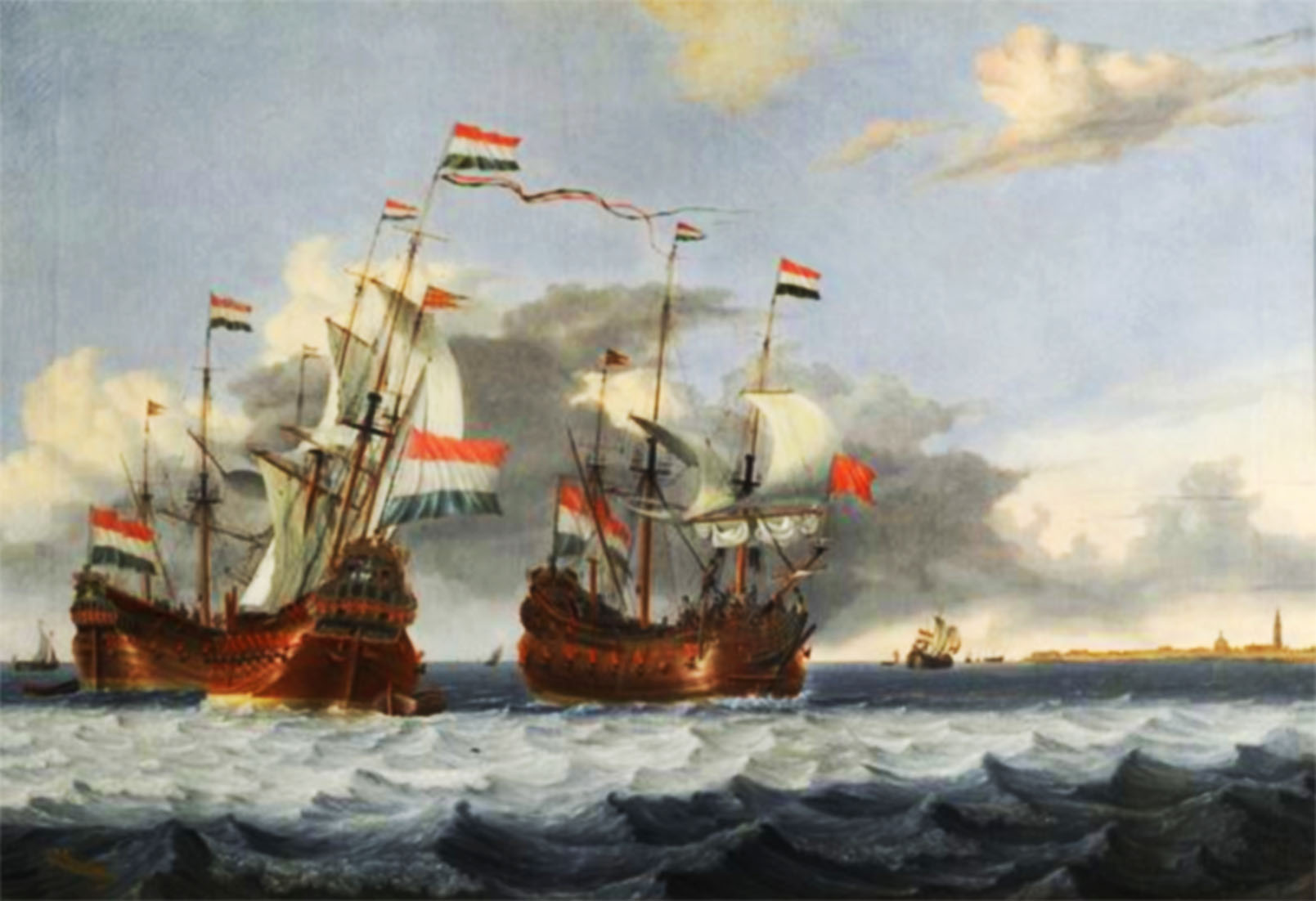
Ґерріт Помпе. «Краєвид Енкхейзена». Музей Західної Фрисландії
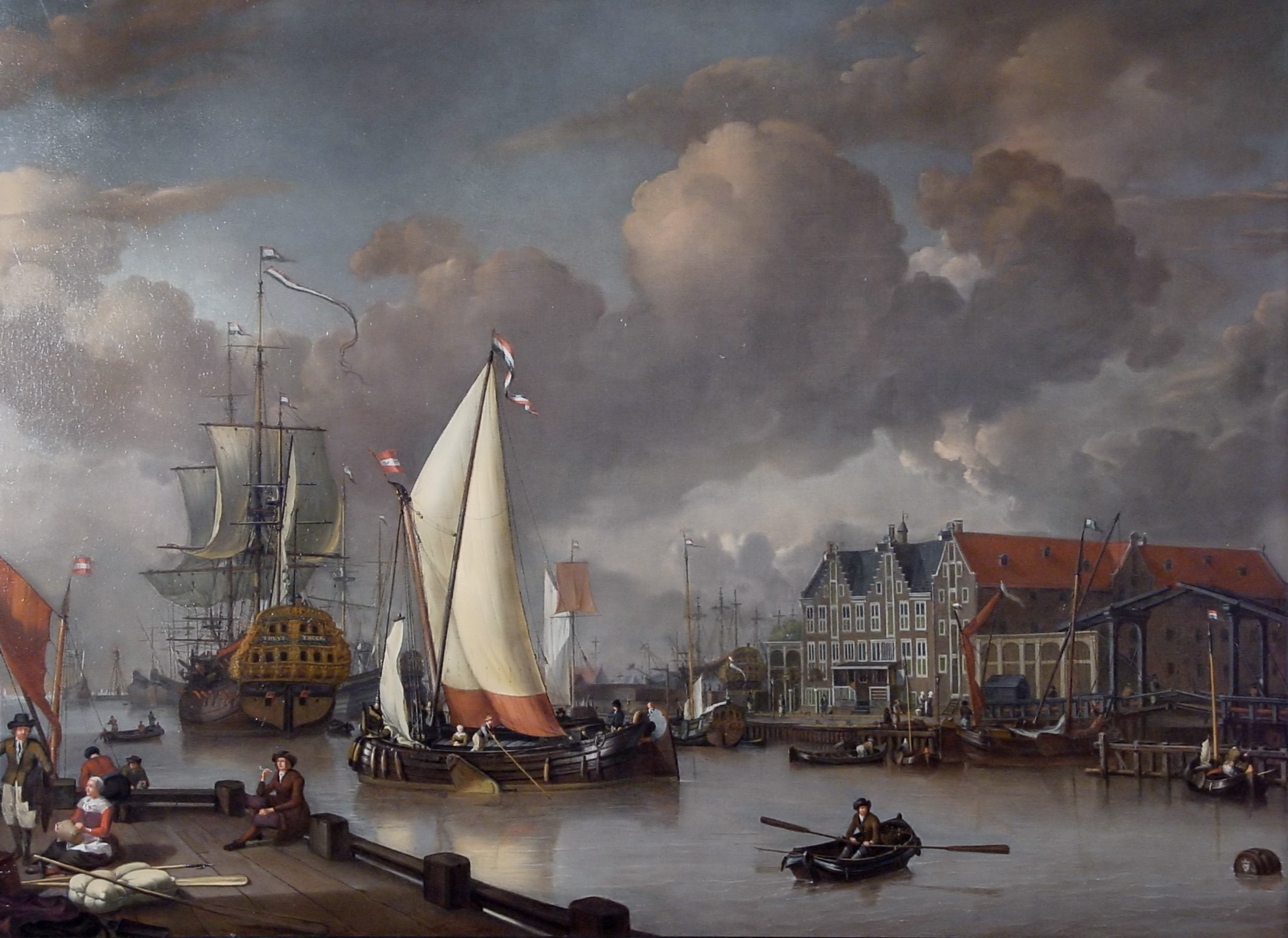
. «Краєвид на Східний острів». Музей Західної Фрисландії

- Ян Клас Рітсхоф[en].
 «Краєвид на Східний острів». Музей Західної Фрисландії

## Марини вНаціональному музеї мистецтв Богдана і Варвари Ханенків, Київ
Фламандець Крістіан де Кейнінк звернувся до створення картини на міфологічну тему. «Краєвид з падінням Фаетона» він подав як природну катастрофу з блискавкою, пожежею будівель, викидом вітрильників на морське узбережжя. Це не краєвид конкретного місця, а фантазія з використанням реалій, бо занадто багато скель, нахилених кораблів і небезпек, що створила катастрофа. Море та вітрильники зображені цілком реалістично.
На відміну від Кейнінка, голландець Ян ван дер Капелле зобразив море в тиху погоду. Його «Штиль» цілком безпечний, а самотня постать збирача мушель на узбережжі лише наголошує на спокої та безпечності.
Голландія була тісно пов'язана з морем і надалі. Художник XIX ст. Гендрік Віллем Месдах (1831—1915) теж створював марини. Його «Флотилія рибалок» продовжила марини голландців у новому столітті.

## Марини не олійними фарбами

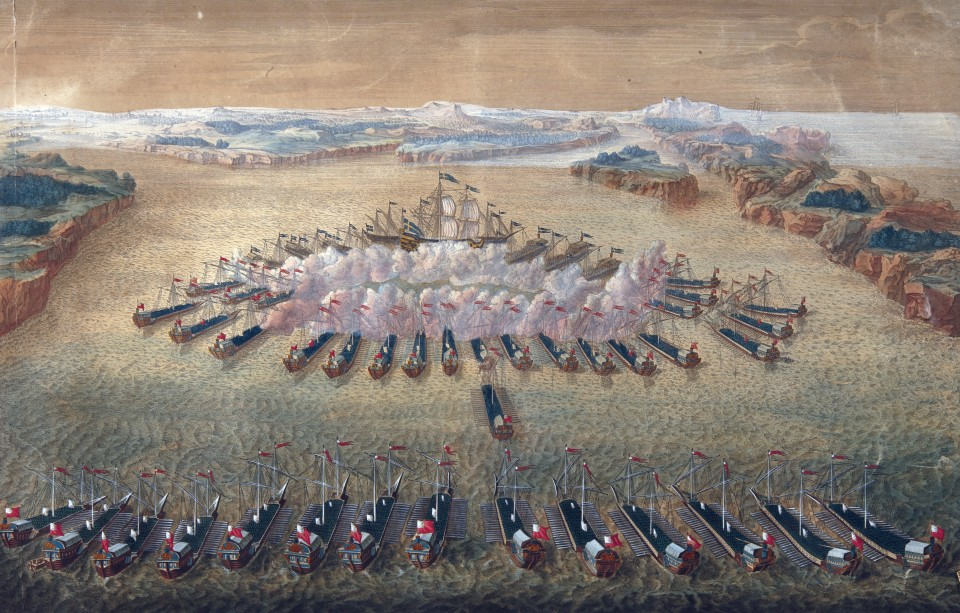
Гангутська баталія на морі, гравер Бакуа

Цікавість до морської тематики навернула до створення марин митців інших галузей. Марини з'явилися в гравюрі (А. Зубов, «Морська баталія при Гангуті 27 липня 1714 р.»), на фресках (Фабріччо Кастелло і Ніколо Гранелло «Морський десант на Азарські острови»).
Голландське місто Делфт відоме в Європі як центр виготовлення порцеляни. Художники по порцеляні створили марини на кахлях і пластах — пласт «Порт» (Музей кераміки в садибі Кусково, Москва).

## Мариніст І.К.Айвазовський

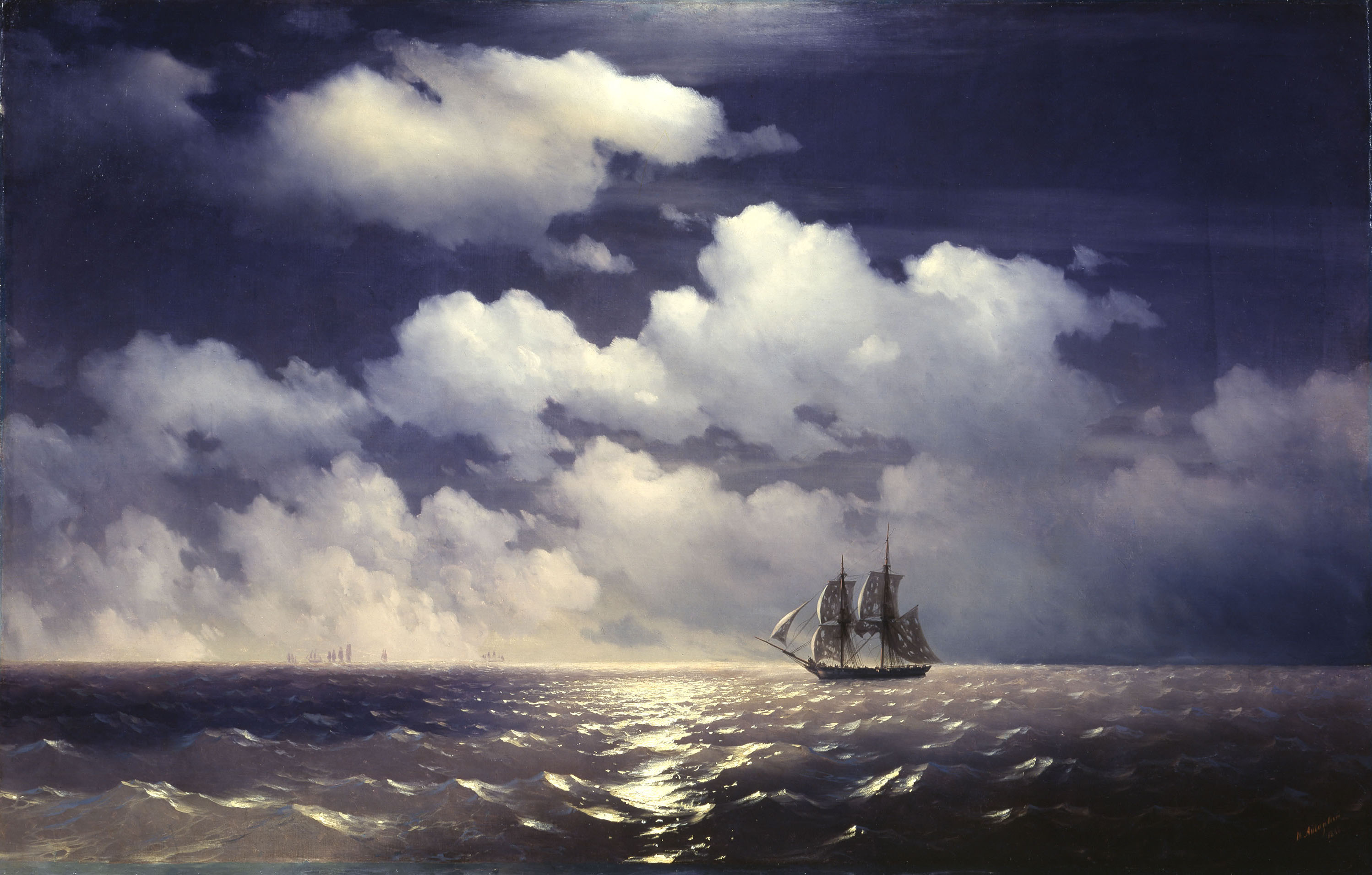
Іван Айвазовський. Бриг «Меркурій» після перемоги над двома турецькими кораблями, (1848)

Один з найкращих мариністів світу. За походженням вірменин. Навчався в Академії мистецтв у Петербурзі. Народився і жив у Феодосії. Під час подорожей побував у Туреччині, Італії, Англії, Німеччині. Твори митця розійшлися по всьому світі — від Франції до Японії. Створив близько 6 000 картин з морської тематики.